# Лонаконінг (Меріленд)
Лонаконінг (англ. Lonaconing) — місто (англ. town) в США, в окрузі Аллегені штату Меріленд. Населення — 1001 особа (2020).

## Географія
Лонаконінг розташований за координатами 39°34′0″ пн. ш. 78°58′38″ зх. д. / 39.56667° пн. ш. 78.97722° зх. д. (39.566732, -78.977153).  За даними Бюро перепису населення США в 2010 році місто мало площу 1,08 км², з яких 1,07 км² — суходіл та 0,01 км² — водойми. В 2017 році площа становила 0,94 км², з яких 0,94 км² — суходіл та 0,00 км² — водойми.

## Демографія
Згідно з переписом 2010 року, у місті мешкало 1214 осіб у 463 домогосподарствах у складі 303 родин. Густота населення становила 1125 осіб/км².  Було 525 помешкань (487/км²).
Расовий склад населення:
| - 98,1 % — білих - 0,3 % — чорних або афроамериканців - 0,2 % — азіатів |

До двох чи більше рас належало 1,4 %. Частка іспаномовних становила 0,5 % від усіх жителів.
За віковим діапазоном населення розподілялося таким чином: 23,8 % — особи молодші 18 років, 55,7 % — особи у віці 18—64 років, 20,5 % — особи у віці 65 років та старші. Медіана віку мешканця становила 40,5 року. На 100 осіб жіночої статі у місті припадало 89,4 чоловіків;  на 100 жінок у віці від 18 років та старших — 84,3 чоловіків також старших 18 років.
Середній дохід на одне домашнє господарство  становив 49 586 доларів США (медіана — 41 731), а середній дохід на одну сім'ю — 60 968 доларів (медіана — 53 906). За межею бідності перебувало 18,0 % осіб, у тому числі 17,7 % дітей у віці до 18 років та 11,5 % осіб у віці 65 років та старших.
Цивільне працевлаштоване населення становило 466 осіб. Основні галузі зайнятості: освіта, охорона здоров'я та соціальна допомога — 25,3 %, роздрібна торгівля — 17,8 %, публічна адміністрація — 11,8 %, науковці, спеціалісти, менеджери — 7,7 %.